# Леви, Пауль
Пауль Леви (нем. Paul Levi; 11 марта 1883 — 9 февраля 1930) — деятель германского социалистического и коммунистического движения, глава Коммунистической партии Германии в марте 1919 — феврале 1921 г., затем вновь социал-демократ.

## Биография
Пауль Леви родился 11 марта 1883 года в Хехингене в зажиточной еврейской семье (средний класс) с либеральными и республиканскими традициями. Учился юриспруденции в Берлинском, Геттингенском и Гренобльском университетах; по профессии адвокат. С гимназических лет симпатизируя социал-демократам, в 1906 году вступил в Социал-демократическую партию Германии, где примкнул к левому крылу, возглавлявшемуся Карлом Либкнехтом и Розой Люксембург.
В 1913 году защищал Люксембург в суде от обвинений в «подстрекательстве солдат к неповиновению» (в связи с антимилитаристской речью); после её выхода из тюрьмы (1914) кратковременно состоял с ней в сожительстве. Во время Первой мировой войны — резкий противник империалистической войны, член швейцарской группы Циммервальдских левых, причём по оценке Ленина стоял на аналогичных с ним позициях («уже тогда был большевиком»). Принимал активное участие в организации проезда Ленина и других русских эмигрантов в Россию (см. Пломбированный вагон).
Один из руководителей группы (затем — союза) Спартака, превратившегося в Коммунистическую партию Германии. После убийства 10 марта 1919 года Лео Йогихеса Леви возглавил КПГ. На Хайдельбергском съезде КПГ в октябре он настоял на участии партии во всеобщих выборах. Это решение было принято вопреки сильной левокоммунистической оппозиции, не признававшей «буржуазного парламентаризма», и привело партию к расколу.
Леви представлял КПГ на II конгрессе Коминтерна в Москве и был избран в президиум Конгресса. Однако в Коминтерне вместе с Серрати пытался противостоять принятому там курсу, который Леви считал «сектантским», «левацким» и авантюристическим. В феврале 1921 года вышел из ЦК компартии в знак протеста против так называемой «наступательной стратегии» Москвы. После того, как эта стратегия вылилась в марте в неудачное вооруженное восстание — опубликовал брошюру «Наш путь. Против путчизма». В предисловии он писал:

Когда я задумывал эту брошюру, Коммунистическая партия насчитывала в Германии 500.000 членов. Когда я писал её спустя 8 дней, эта Коммунистическая партия была потрясена в своих основах, а её состав поставлен под вопрос…

Безответственная игра с существованием партии, с жизнью и судьбой её членов, должна быть закончена. Она должна закончиться по воле рядовых членов, если руководители, как сегодня, не захотят понять, что они наделали. Партия не может закрывать глаза на анархизм бакунистского толка, ведущий её к развалу. Если Коммунистическая партия в Германии сможет возродиться, то мертвецы, павшие в Центральной Германии, в Гамбурге, в Рейнланде, в Бадене, в Силезии, в Берлине, как и многие тысячи пленников, которые стали жертвой этого бакунистского безумия, требуют перед лицом процессов прошлой недели: «Никогда снова!»
По выражению Вальтера Кривицкого, «он дал понять Москве, что она совершенно не разбирается в том, какова ситуация в Западной Европе, и её безумная затея стоила жизни тысячам рабочих. Иначе как „негодяями“ и „дешевыми политиканами“ вождей и эмиссаров большевистской партии он не называл». За это в апреле был исключен из партии. Ленин полагал, что Леви «прав по существу» в своей критике мартовского выступления, но что в то же время он «облек свою критику в недопустимую и вредную форму», нарушив своей публикацией партийную дисциплину.
Известна острота Троцкого (к работе которого «Уроки Октября» Леви затем напишет предисловие): «Леви потерял голову. Но это единственный человек в Германии, которому было что терять».
Взгляды Леви оценивались большевиками как право-социал-демократические. Так, Карл Радек давал течению, возглавляемому Леви, следующую оценку: «то было направление некоторой части партийных организаторов и бюрократии из профсоюзов, а также партийных литераторов, выступивших на борьбу под лозунгом: „против сектантства“, в действительности же они отказывались от всякой решительной коммунистической агитации и пропаганды, от всякого самостоятельного действия коммунистической партии. Это крыло, являвшееся выразителем старой шаблонной тактики независимой социалистической партии, выразителем неспособности встряхнуть массы, несмотря на свой боевой клич „за массовую партию“, знаменовало собой не что иное, как тенденцию возврата к мирному союзу пропаганды».
Леви создал со своими сторонниками «Коммунистическое рабочее сообщество», вместе с которым быстро вернулся в ряды социал-демократии (1922). В том же году под заглавием: «Русская революция. Критическая оценка слабости» опубликовал три статьи Люксембург, написанные в тюрьме осенью 1918 года. О впечатлении, которое произвела публикация, свидетельствует письмо Мартова:

Здесь — сенсация (…): Пауль Леви издал, наконец, антибольшевистскую брошюру Розы Люксембург (написана в сентябре 1918 г.), которую коммунисты скрывали 3 года и в которой она ругательски их ругает не только за Брестский мир, но и за разгон Учредительного собрания. В постановке вопроса о диктатуре и демократии она почти буквально сходится с Каутским, так что впечатление от этой публикации колоссальное.— 
Вернувшись в социал-демократическую партию, был в 1924 году избран в рейхстаг, где был одним из сильных ораторов. В качестве члена рейхстага упорно добивался расследования убийства Либкнехта и Люксембург, а также выступал против нарождавшегося нацизма и в защиту жертв политического преследования (включая коммуниста Вилли Мюнценберга).
Погиб в Берлине, выпав из окна пятого этажа при невыясненных обстоятельствах. Один из многочисленных некрологов на смерть Леви был написан Альбертом Эйнштейном. Когда после его смерти рейхстаг почтил память Леви вставанием, зал покинули фракции НСДАП и КПГ.